# Hoghan

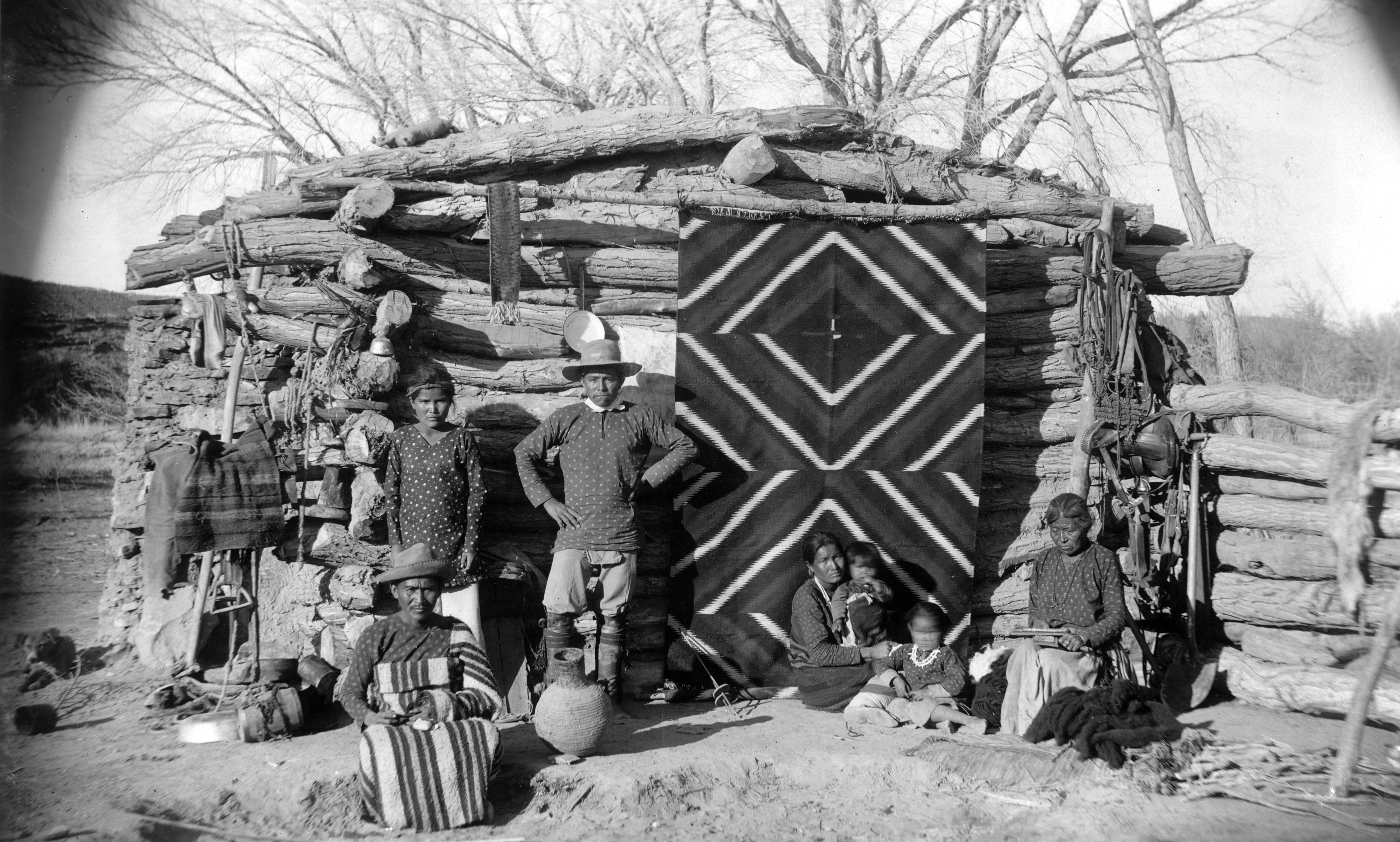
Navajo zimní hogan

Hoghan či česky Hogan je název tradičního obydlí Indiánů z kmene Navahů. Jde o kruhovou trámovou konstrukci pokrytou hlínou s vnitřním ohništěm a kouřovým otvorem (v současnosti s kamny). Podobně jako jiná domorodá obydlí archaických společností mohla i tato při konání konkrétních obřadů zastupovat celý mytický kosmos.
Původně existovala také forma mužského a ženského Hoganu, přičemž mužský byl určen výhradně ke zklidnění a rozjímání (a to jak pro muže, tak ženy). V současnosti jeho funkci přejímá určené místo uvnitř běžného Hoganu. Tvarem i použitým materiálem se výrazně podobá letnímu iglú Eskymáků stavěnému z drnů taktéž na trámové konstrukci ale i jiným obydlím severoamerických Indiánů.

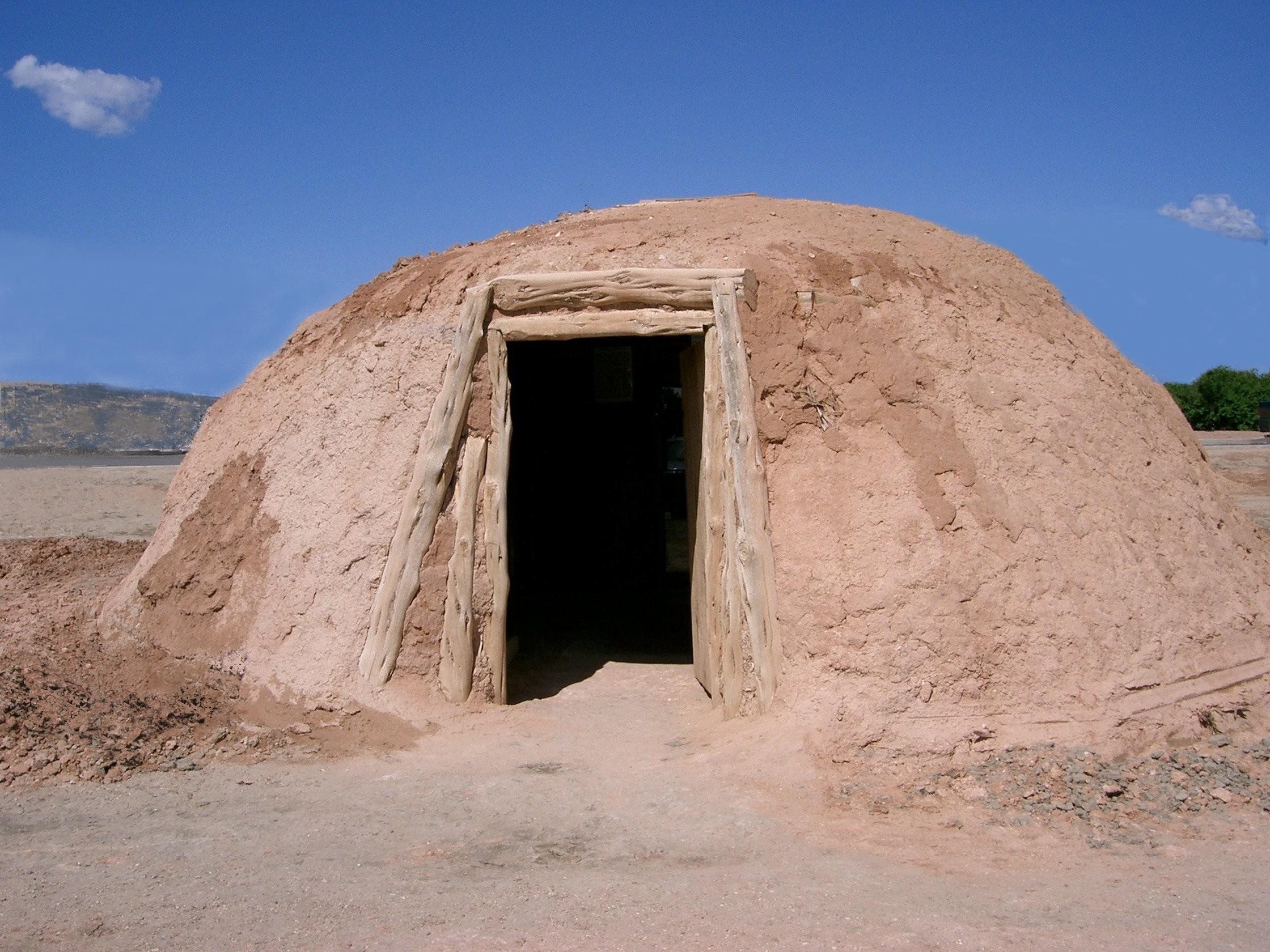
Navažský hogan